# Santiago Masarnau Fernández
 (octobre 2018).
Si vous disposez d'ouvrages ou d'articles de référence ou si vous connaissez des sites web de qualité traitant du thème abordé ici, merci de compléter l'article en donnant les références utiles à sa vérifiabilité et en les liant à la section « Notes et références ».
Pour les articles homonymes, voir Fernández.
Santiago Masarnau y Fernández (connu aussi sous le nom Santiago Fernández de Masarnau ou Santiago [de] Masarnau ; 9 décembre 1805 à Madrid - 14 décembre 1882  à Madrid) est un pianiste et compositeur espagnol, militant religieux contre la pauvreté.
Il a vécu à Londres, où il a déménagé en 1825 après un séjour de trois mois à Paris. Là, il s'est familiarisé avec la musique de Mozart, Beethoven, Schubert et Weber. Son premier séjour londonien, qui a duré jusqu'en 1829, marquerait ses préférences et son style de composition. Ce n'est pas un hasard si, lors de ses séjours ultérieurs à Paris (1833-34 et 1837-43), il était particulièrement lié à Charles-Valentin Alkan et Frédéric Chopin.
L’amitié avec Alkan a commencé en 1834, et cette relation a donné lieu à une correspondance étendue et souvent intime, qui a duré plus de 40 ans. Ces 41 lettres n‘ont été révélées qu'en 2009. Alkan lui écrivait en 1835:

« Je t‘aime, moins pour l'incroyable variété de tes connaissances, que pour toi-même, que pour la bonté de ton âme; qui est peut-être cependant le fruit de cette instruction peu ordinaire. Je t’aime, mais à cette amitié qui ne souffre point de partage, de cette amitié qui ressemble sans cesse à l'amour passager qu'a une femme exaltée pour vous un instant. »

— Charles-Valentin Alkan à Santiago de Masarnau, 3 janvier 1835,

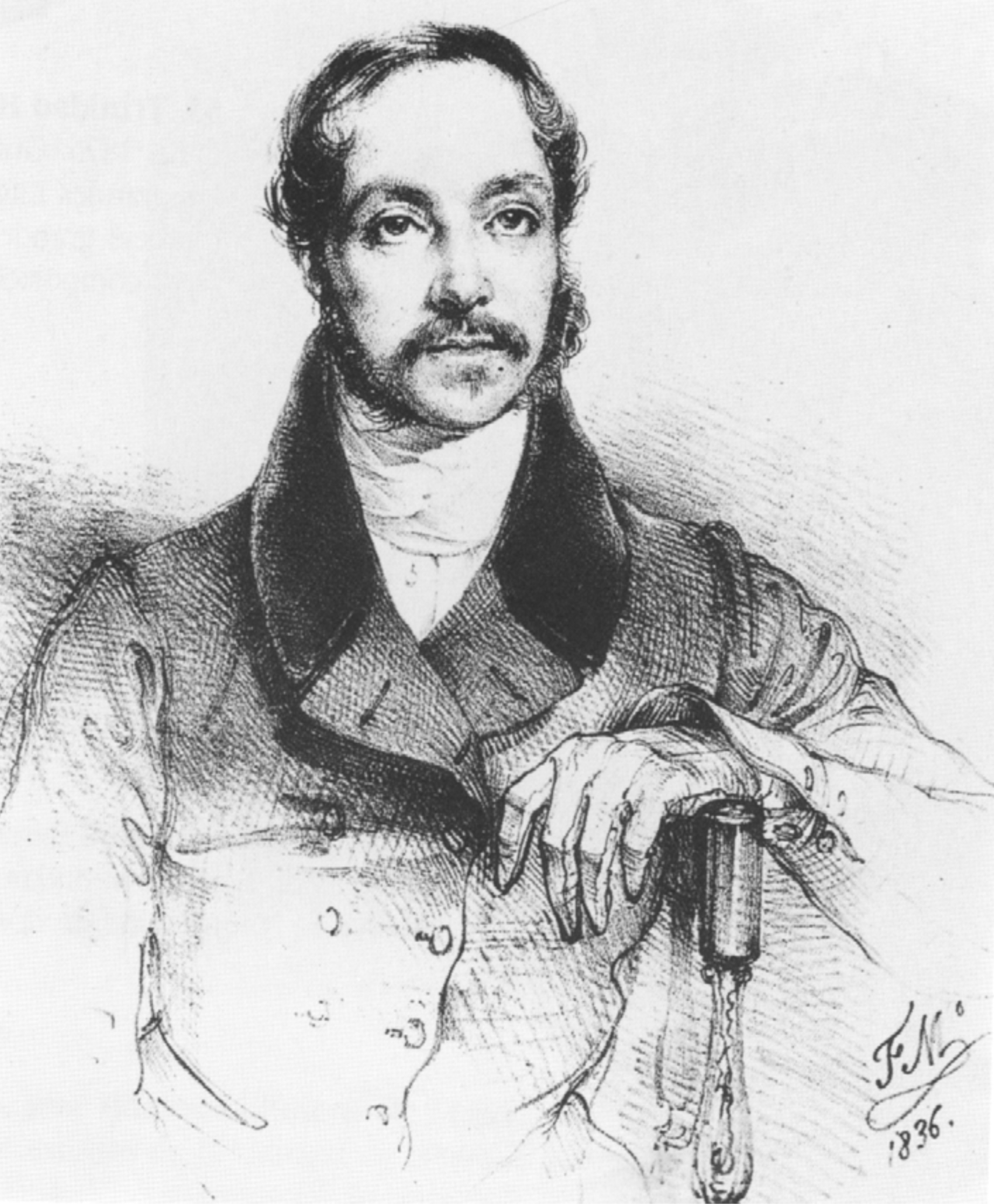
Santiago de Masarnau par Federico de Madrazo (1836)

Masarnau est le fondateur de la branche espagnole de la Société de Saint-Vincent-de-Paul, une organisation laïque consacrée à la pauvreté en Espagne. Un procès en canonisation a été introduit par cette société.